# Hormonspirale

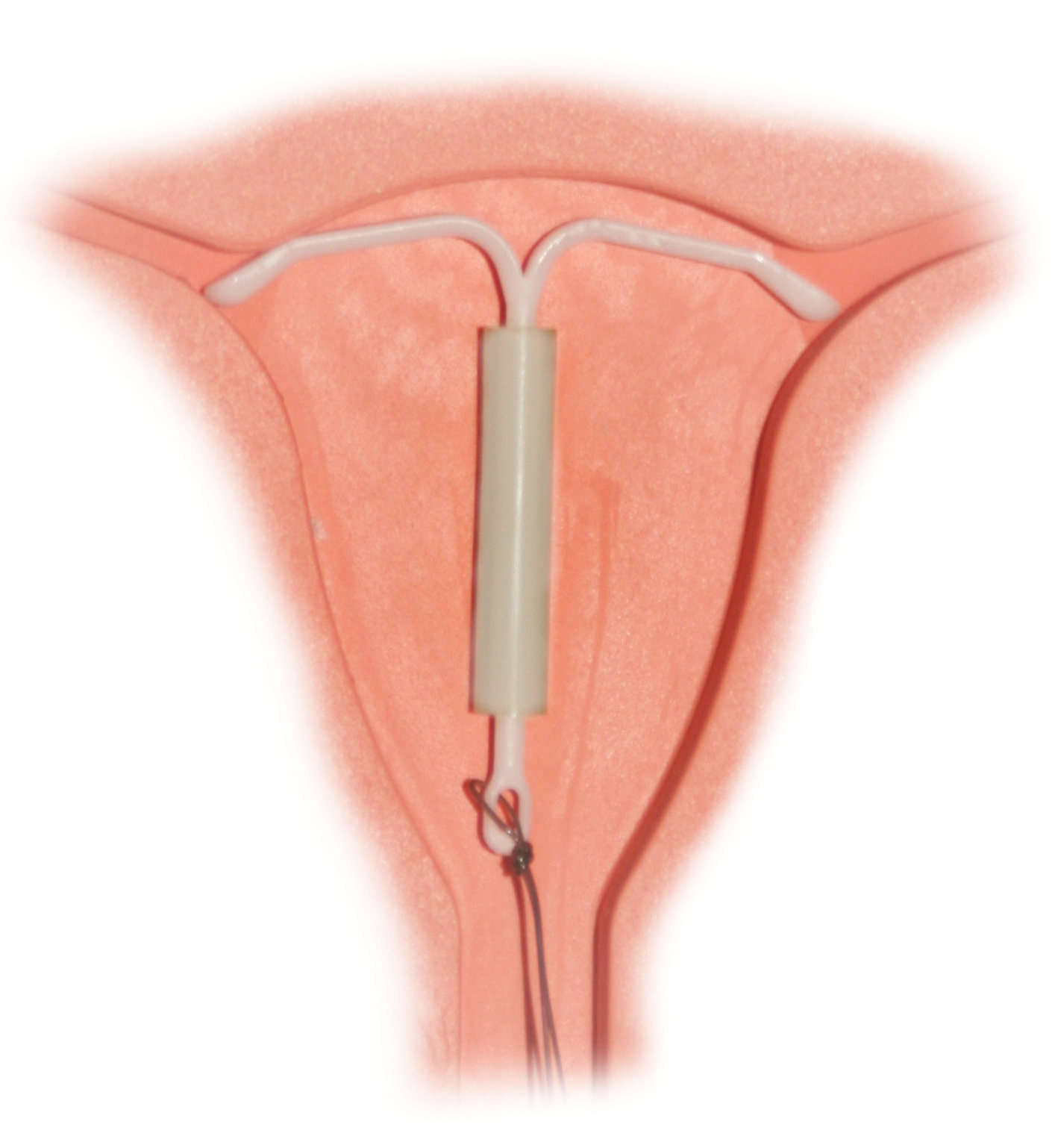
Hormonspirale mit korrekter Lage

Die Hormonspirale (auch Verhütungsschirmchen) ist ein Gestagen abgebendes Intrauterinpessar (IUP), das in die Gebärmutter eingesetzt wird, um eine Schwangerschaft zu verhüten. In Abgrenzung von den Intrauterinpessaren, die Kupfer enthalten, aber keine Hormone (Spiralen), wird die hormonhaltige Spirale auch als Intrauterines System (IUS) bezeichnet. Sie ist eine der wirksamsten Methoden der Verhütung. Hersteller der auf dem deutschen Markt erhältlichen Hormonspiralen ist Jenapharm GmbH & Co. KG, ein Unternehmen der Bayer AG.

## Einsatzgebiete
Die erste Hormonspirale ist in Deutschland seit 1996 zur Verhütung und zur Behandlung starker Regelblutungen zugelassen. Seit 2013 ist in Europa ein weiteres kleineres System mit etwas geringerer Gestagenabgabe zugelassen, welches jedoch ausschließlich zur Verhütung zugelassen ist. Eine Hormonspirale kann auch dem Schutz vor einem übermäßigen Aufbau der Gebärmutterschleimhaut während einer Östrogen-Ersatztherapie in den Wechseljahren dienen.
Bekannt sind auch eine Reduktion von Menstruationsbeschwerden und ein möglicher Nutzen in der Behandlung der Endometriose.
Laut Beipackzettel der Hormonspirale Mirena ist die Hormonspirale für Frauen, die noch nicht geboren haben, nicht als die Methode der ersten Wahl anzusehen.

## Funktionsweise
Die Hormonspirale besteht aus einem etwa 3 cm langen T-förmigen Kunststoffkörper, der nach der Einlage in die Gebärmutter das Gestagen Levonorgestrel abgibt.
Die T-Form des Kunststoffkörpers ermöglicht eine Anpassung an die Form der Gebärmutter. Der Wirkstoff befindet sich in einem zylinderförmigen Reservoir am senkrechten Teil des Kunststoffkörpers und wird in konstanter Menge (20 bzw. 14 µg in 24 h) an den Körper abgegeben. Am unteren Ende des IUP befindet sich eine Öse, an der die Kontrollfäden befestigt sind, die die Patientin selber ertasten kann. Sowohl der Kunststoffkörper mit seiner speziellen T-Form als auch das Hormon Levonorgestrel verhindern eine Schwangerschaft, und zwar auf folgende Weise:
- Der Schleim im Gebärmutterhals wird durch Levonorgestrel dickflüssig und damit undurchlässiger für die Spermien.
- Die Beweglichkeit der Spermien, die den Gebärmutterhals dennoch passieren, wird gehemmt.
- Eireifung und Eisprung werden beeinflusst und bei einem Teil der Frauen unterdrückt.
- Der Aufbau der Gebärmutterschleimhaut wird verringert, infolgedessen auch der menstruelle Blutfluss.

Die Hormonspirale wird von einem Arzt eingelegt, die Kosten betragen etwa 250 bis 400 Euro. Die Kosten werden für gesetzlich krankenversicherte Frauen in Deutschland nach § 24a SGB V bis zum vollendeten 20. Lebensjahr von der Krankenkasse und für sozialhilfeberechtigte Frauen nach § 49 SGB XII vom zuständigen Sozialhilfeträger übernommen. Wird die Hormonspirale ausschließlich zur Behandlung starker Regelblutungen verordnet, werden die Kosten in der Schweiz gegebenenfalls von der Krankenkasse übernommen, in Deutschland nicht.
Frauenärzte sind dazu verpflichtet, vor der Einlage einer Hormonspirale die Gebrauchsinformation und einen Einverständnisbogen auszuhändigen und die Frau den Erhalt unterschreiben zu lassen.

## Risiken und Nebenwirkungen
Mögliche Komplikationen der Hormonspirale sind Ausstoßungen (Expulsionen) in den ersten beiden Anwendungsmonaten (6–7 %), Verrutschen der Spirale (wodurch der Verhütungsschutz vermindert werden kann) und eine Verletzung der Gebärmutter, insbesondere beim Einsetzen der Hormonspirale.
Das Verletzungsrisiko kann bei Einlage der Spirale nach der Geburt, bei stillenden Frauen und bei Lageanomalien der Gebärmutter erhöht sein. Durch eine solche Verletzung kann die Spirale in den Bauchraum wandern (Migration) und muss dann operativ entfernt werden. Bis 2009 wurden 455 Fälle von Uterusperforation sowie 170 Fälle von Migration in der Datenbank des Bundesinstituts für Arzneimittel und Medizinprodukte gemeldet.
Da der Wirkstoff der Hormonspirale über den Blutkreislauf auf den gesamten Körper wirkt, kann es auch zu systemischen Nebenwirkungen kommen. Die angeblich „lokale“ Wirkung ist nicht möglich, nicht wissenschaftlich nachzuweisen, und selbst der Hersteller gab auf Nachfrage zu, dass sie nicht erwiesen sei.
Sehr häufige Nebenwirkungen (betrifft mehr als 1 Anwenderin von 10): Kopfschmerzen, Bauchschmerzen, Schmerzen im Becken, Veränderung des Blutungsmusters: verstärkte Blutung (Hypermenorrhoe), zu seltene Monatsblutungen (Oligomenorrhoe), verminderte Blutung (Hypomenorrhoe), Ausbleiben der Monatsblutung (Amenorrhoe), Schmierblutungen, Entzündung der Scheide und des äußeren Genitals (Vulvovaginitis), Scheidenausfluss.
Häufige Nebenwirkungen (betrifft 1 bis 10 Anwenderinnen von 100): Depressive Stimmung, Depression, Migräne, Übelkeit, Nervosität, verringerter Geschlechtstrieb (Libido), Akne, übermäßiger Haarwuchs mit männlichem Verteilungsmuster (Hirsutismus), Rückenschmerzen, Eierstockzysten, schmerzhafte Monatsblutung (Dysmenorrhoe), Brustschmerzen, Brustspannen, Ausstoßung (Expulsion) von Mirena (ein Produkt der Hormonverhütung), Gewichtszunahme.
Gelegentliche Nebenwirkungen (betrifft 1 bis 10 Anwenderinnen von 1000): Blähungen, Haarausfall (Alopezie), Juckreiz (Pruritus), Ekzeme, Verfärbung der Haut (Chloasma), verstärkte Pigmentierung der Haut (Hyperpigmentierung), Entzündungen im Beckenbereich, Entzündungen der Schleimhaut des Gebärmutterhalses (Zervizitis) und der Gebärmutter (Endometritis), Papanicolaou-Abstrich normal, Klasse II, Wassereinlagerungen im Gewebe (Ödeme).
2009 warnte das Ärzteblatt vor psychiatrischen Nebenwirkungen der Hormonspirale wie Panikattacken, Angstgefühle, Stimmungsschwankungen, Schlafstörungen und Unruhe.
Das Risiko für lobulären und duktalen Brustkrebs ist unter der Hormonspirale erhöht.

## Kritik
Laut einer britischen Untersuchung von 2007 ließen sich 46 % der Teilnehmerinnen die Hormonspirale wegen der Nebenwirkungen vorzeitig entfernen.
Eine britische Studie zu Jaydess kommt zu einem ähnlichen Ergebnis. Dort behielten 57 % der Jaydess-Anwenderinnen sie die vollen drei Jahre.
Im Jahr 2014 geriet der Pharmakonzern Bayer in die Kritik, da sich herausstellte, dass er bei einer österreichischen Agentur gefälschte positive Beiträge in Bezug auf die Hormonspirale in sozialen Netzwerken in Auftrag gegeben hatte. Dafür wurde neben der Agentur auch Bayer 2015 vom österreichischen Ethikrat gerügt.
2017 prüfte die europäische Zulassungsbehörde (EMA), ob psychiatrische Nebenwirkungen wie Panikattacken, Angstgefühle, Stimmungsschwankungen, Schlafstörungen und Unruhe in die Packungsbeilage aufgenommen werden müssen. Diese Nebenwirkungen wurden in der Datenbank des Bundesinstituts für Arzneimittel und Medizinprodukte gemeldet.
Gestützt wird der Verdacht auf psychiatrische Nebenwirkungen durch eine 2017 erschienene Studie des Erasmus University Medical Centers in Rotterdam, bei der erhöhte Stresslevels bei Frauen mit Hormonspirale gemessen wurden.

## Handelspräparate
Mirena (weltweit), Kyleena (weltweit), Jaydess (Europa), Skyla (USA), Liletta (USA), Levosert (D, A, CH); FibroPlant (Variante ohne T-förmigen Kunststoffrahmen)